# Ayung
La rivière Ayung est la plus grande rivière de l'île Bali. Elle est située dans la région d'Ubud. Elle s'étend à 68,5 km des chaines de montagnes du nord, en passant par les régions de Bangli, Badung et Gianyar avant de se déverser dans le détroit de Badung à Sanur. Cette rivière, qui compte de nombreux rapides, est très appréciée des gens qui souhaitent pratiquer le rafting.

## Hydrologie
Le bassin versant de la rivière Ayung couvre une superficie d'environ 109 km2[réf. souhaitée]. Ses affluents peuvent atteindre 300,84 km2 soit environ 30 000 hectares[réf. souhaitée]. La rivière coule sur environ 68,5 km de sa source, située non loin de la région de Kintamani jusqu'à la plage Padang Galak, située dans la commune de Sanur[réf. souhaitée].

## Géographie
La rivière Ayung a un faible taux d'érosion[réf. souhaitée]. Le bassin hydrographique de la rivière Ayung à une température moyenne comprise entre 18 °C et 26 °C, selon l'altitude[réf. souhaitée].

## Utilisation du terrain
Le bassin de la rivière Ayung est principalement utilisé pour l'agriculture[réf. souhaitée] tandis que la rivière en elle-même est, de par ses rapides propices au rafting, un atout touristique majeur.

## Faune
La faune du bord de la rivière est variée. Il y a des iguanes et des macaques crabiers, entre autres, ainsi qu'une avifaune variée.

## Rafting et tourisme en général
La rivière Ayung est jugéer comme un excellent endroit pour faire du rafting en famille car la puissance moyenne des chutes (force 3) permet d'avoir une balade en bateau gonflable au cœur de la jungle. Les rapides de la plupart des parcours familiaux (environ 33 rapides) sont de classe II et III D'ailleurs, les parcours de rafting qui sont proposés sur cette rivière sont ouvertes aux personnes âgées de 5 à 65 ans. Sur les rives de la rivière Ayung, Chicco Tatriele et son épouse ont créé un centre, construit entièrement en bambou, dédié uniquement à la guérison du corps et de l'esprit.